# Catherine Odora Hoppers
Catherine A. Odora Hoppers, född 3 juli 1957 i Uganda, är professor i samhällsvetenskap på University of South Africa samt internationell policyrådgivare. Hon har tidigare bott i Sverige men verkar numera i ett flertal länder, bl.a. Sydafrika. Hon är svensk medborgare.

## Biografi
Odora Hoppers föddes i Uganda och har studerat i Uganda, Zambia och Sverige. Hon har en fil. dr. i internationell pedagogik från Stockholms universitet. Hon har arbetat som internationell policyrådgivare för bland annat Sida, NORAD, Världsbanken, EU-ACP, UNESCO, NEDA, Unicef, OAU samt Sydafrikas och Ugandas regeringar.
Hon upptar för närvarande (2016) posten som South African Research Chair i Development Education vid University of South Africa i Pretoria.

## Utmärkelser
Odora Hoppers har ett hedersdoktorat från Örebro universitet i filosofi (2008) och ett från Nelson Mandela Metropolitan University i Sydafrika (2012). 
Hon mottog The President Award (2013) från Ugandas president på 50-årsdagen av Ugandas självständighetsförklaring. Hon har även erhållit The National Pioneers Award (2014) från ”The Elders” för att ha främjat det afrikanska kunskapssystemet under de senaste 20 åren sedan Sydafrikas demokratiska befrielse.
Den 3 juli 2015 delades Nelson Mandela Distinguished Africanist Award ut till Odora Hoppers vid University of South Africa i Pretoria, Sydafrika.
Hon har utnämnts som “Woman of the Year” (2015) och som “Leading Educationist” (2015) av University of South Africa.

### Artiklar (i urval)
- "The Centre-Periphery in the Knowledge Production in the Twenty-first Century". COMPARE, Journal of Comparative Education. Vol 30. Number 3. October 2000, sid. 283-291
- "Poverty, Power and Partnerships: A Post Victimology Perspective", COMPARE: Journal of Comparative Education. Vol 31. Number 1, 2001, sid. 21-38
- "Indigenous knowledge Systems and Academic Institutions in South Africa", Perspectives in Education. Vol 119. No 1. March 2001, sid. 73-85
- "Indigenous Knowledge Systems: The Missing Link in Literacy, Poverty Alleviation and Development Strategies in Africa", Africa Insight. Vol 32. No 1. March 2002. sid. 3-7
- "The Academy, the State, and Civil Society: Methodological Implications of Trans-disciplinarity and the African Perspective", Journal of African Renaissance Studies. Vol 1, No 1. Centre for African Renaissance Studies (CARS), February 2006. sid. 33-52
- "Knowledge, Democracy and Justice in a Globalising World", Nordisk Pedagogik, 27(1), 2007, sid. 338-353

### Böcker och antologier (i urval)
- "Indigenous Knowledge and the Integration of Knowledge Systems: Towards a Conceptual and Methodological Framework, sid. 2-22. Kapitel i Indigenous Knowledge and the Integration of Knowledge Systems. Towards a Philosophy of Articulation. Odora Hoppers C.A. ed. Cape Town. New Africa Books. 2002. ISBN 1-919876-58-8
- "Evolution/ Creationism Debate: Insights and Implications from the Indigenous Knowledge Systems Perspective", sid. 74-88. Kapitel i The Architect and the Scaffold: Evolution and Education in South Africa. James W. & Wilson L. Cape Town, Human Sciences Research Council Publishers & New Africa Books. 2002. ISBN 07969-2003-6
- Indigenous Knowledge and the Integration of Knowledge Systems: Towards a Philosophy of Articulation. 285 pages. Cape Town. New Africa Books. 2002. ISBN 1-919876-58-8
- "The Development Gulag, Sustainable Human Development, and their Implications for Africa's Self Image and Renewal", sid. 157-174. Kapitel i Chasing Futures. Africa in the 21st Century - Problems and Prospects. Prah K. K. & Teka T. Cape Town. CASAS & OSSREA. 2003. ISBN 1-919932-03-8
- "African Renaissance, Indigenous Knowledge, and the Challenge of Integrating Knowledge Systems", sid. 412-428. Kapitel i Globalizing Africa. Smith M. ed. Trenton NJ. Africa World Press. 2003. ISBN 0-86543-870-6
- "Eco-Social Wisdom of Billions and the Philosophy of its Articulation: Ethical and Strategic Imperatives", sid. 14-38. Kapitel i Multiple Languages, Literacies and Technologies. Dias P.V. ed. New Delhi & Frankfurt. 81-89164-11-2. 2004 ISBN 3-937565-00-0
- "Culture, Indigenous Knowledge and Development: The Role of the University", sid. 42, Johannesburg. Centre for Education Policy Development. 2005. ISBN 0-9584749-2-3
- "Between 'Mainstreaming' and 'Transformation': Lessons and Challenges for Institutional Change", sid. 55-74. Kapitel i Gender Equity in South African Education 1994-2004. Chisholm L. & September J. Cape Town. HSRC Press. 2005. ISBN 0-7969-2094-X
- "Constructing a Conceptual Framework for Historically Black Universities (HBUs) in a Developmental Paradigm", sid. 47-64. Kapitel i Within the Realms of Possibility. From Disadvantage to Development at the University of Fort hare and the University of the North. Nkomo M; Swartz D; Maja B. Human Sciences Research Council Press. 2006. ISBN 0-7969-2155-5
- "Establishing a Systems Dialogue between South Africa and Sweden", sid. 1-14. Kapitel i Odora Hoppers; Gustavsson B; Motala E; Pampallis J. Democracy and Human Rights in Education and Society: Explorations from South Africa and Sweden. Örebro universitet. Örebro universitet press. 2007. ISBN 978-91-7668-543-3
- "Towards a Systems Dialogue: Exploring Issues in Educational Reform in Sweden and South Africa", sid. 15-35. Kapitel i Odora Hoppers; Lundgren U.P. Pampallis J.; Motala E; Nihlfors E., Dilemmas of Implementing Education Reforms. Explorations from South Africa and Sweden. Uppsala universitet. STEP. 2007. ISBN 9789189444270

### Rapporter (i urval)
- Alternative Approaches to Education. Paper prepared for the OAU/Government of the Republic of Uganda conference on The Empowerment of Women through Functional Literacy and the Education of the Girl Child - Kampala Uganda. September 1996.
- School Text Books as an Agent of Change. Gender Aspects of School Text Books in Mozambique, Zimbabwe and Zambia. Persson K, Odora Hoppers C.A. & Brickhill B. Report commissioned by the Swedish International Development Agency (SIDA) Education Division Report Series. 1996.
- Adult Education for Change and Sustainable Human Development. Mandate for Action from Five World Conferences. Concept paper commissioned by UNESCO to guide the work of the international group of experts tasked with organizing the 5th World Conference on Adult Education CONFINTEA V. UNESCO Institute for Education. 1996.
- A Philosphical Foundation for Action-Based Programmes for Women in Science and Technology. A Think Piece / concept paper prepared for the Department of Arts Culture, Science and Technology. November 1999.
- Indigenous Knowledge and the Integration of Knowledge Systems: Toward a Conceptual and Methodological Framework. Framework/Discussion Paper prepared in consultation with the parliamentary portfolio Committee on Arts, Culture, Science and Technology, and endorsed by the Science Councils of South Africa, August 1999.
- From Literacy to a Learning Society: An African Perspective. Association for the Development of Education in Africa (ADEA) Working Group on Non-Formal Education. Pre-Biennial Symposium, Johannesburg - South Africa. 1999
- Decolonizing the Curriculum, Indigenous Knowledge Systems and Globalization. A conceptual framework developed for the Gauteng Institute for Curriculum Development and the Centre for Education Policy Development, Evaluation and Management. 2001.
- Racism in Africa. Report commissioned by UNESCO – BREDA – for the UNESCO General Conference, October 2001
- Sustainable Human Development: The Concept And Its Implications For Policy And Practice. Think piece prepared for the National Department of Agriculture (S. Africa): Planning roundtable for developing policy on agriculture in sustainable development. In preparation for the World Summit on Sustainable Development 2002.
- Higher Education, Sustainable Development, and the Imperative of Social Responsiveness. Concept paper prepared for the Human Sciences Research Council, the University of Fort Hare and the University of the North – South Africa. September 2002
- Researching Education in Rural Communities: Towards a New Social and Ethical Contract. Paper Prepared for The Education Policy Consortium – South Africa. November 2004
- Technology Transfer for Poverty Reduction - The Indigenous Knowledge Dimension. Think piece prepared at the request of the Human Sciences Research Council, the Council for Scientific and Industrial Research, and the University of Fort Hare. An initiative of the South African Ministry of Science and Technology. 2004.
- Literacy and Globalization: Towards A Learning Society In Africa Growth Points for Policy and Practice. Think Piece prepared for the Association for the Development of Education in Africa Biennial Meeting, Libreville, Gabon. Unesco Institute for Education. 2006.